# Fredsklockorna
Fredsklockorna (Peace Bells) från Nässjö är en klockspelsgrupp, som under en stor del av 1900-talet turnerade i landets kyrkor och konsertsalar. De turnerade även i grannländerna och USA, där de under ett tiotal turnéer gästade samtliga 50 delstater, Alaska och Hawaii ej undantagna. Ett antal kanadensiska provinser har också besökts.
Off Table eller Yorkshire ringing style kallas den använda spelmetoden, utvecklad i England under 1800-talet. Den blev första gången offentligt använd i Manchester 1867 i en tävling som hette British Open Handbell Competition. Men redan i slutet av 1700-talet förekom varianter som kan betraktas som föregångare till nämnda metod.
Den berömda gruppen The Royal Poland Street Ringers of London gjorde 4 omfattande turnéer i Europa i slutet av 1800-talet på begäran av de europeiska kungahusen. Efter den sista turnén såldes klockorna till en svensk grupp med namnet Norrländska Klockspelarna (troligen hemmahörande i Söderhamn), för att senare övertas av Fredsklockorna i Nässjö.
Man spelar med handklockor (handbells) uppställda med öppningen nedåt på ett bord. Klockan lyfts och avger sin ton med hjälp av en handvickning i riktning från kroppen.
Gruppens 163 klockor spelas av 5 personer. Spelmetoden är fysiskt ansträngande, särskilt för den som fått de djupa tonerna (=de stora klockorna) på sin lott, då den största väger 6,5 kg.
Fredsklockorna har också samarbetat med Svenska freds- och skiljedomsföreningen (Svenska Freds), som på sin Fredsmarknad saluför en bok om gruppen, kompletterad med en CD.
Janne Fredriksson i Nässjö är en av de senaste årens "ringare". Han berättade i november 2005 att klockorna för tillfället är nerpackade och verksamheten vilande.